# Ericameria cuneata

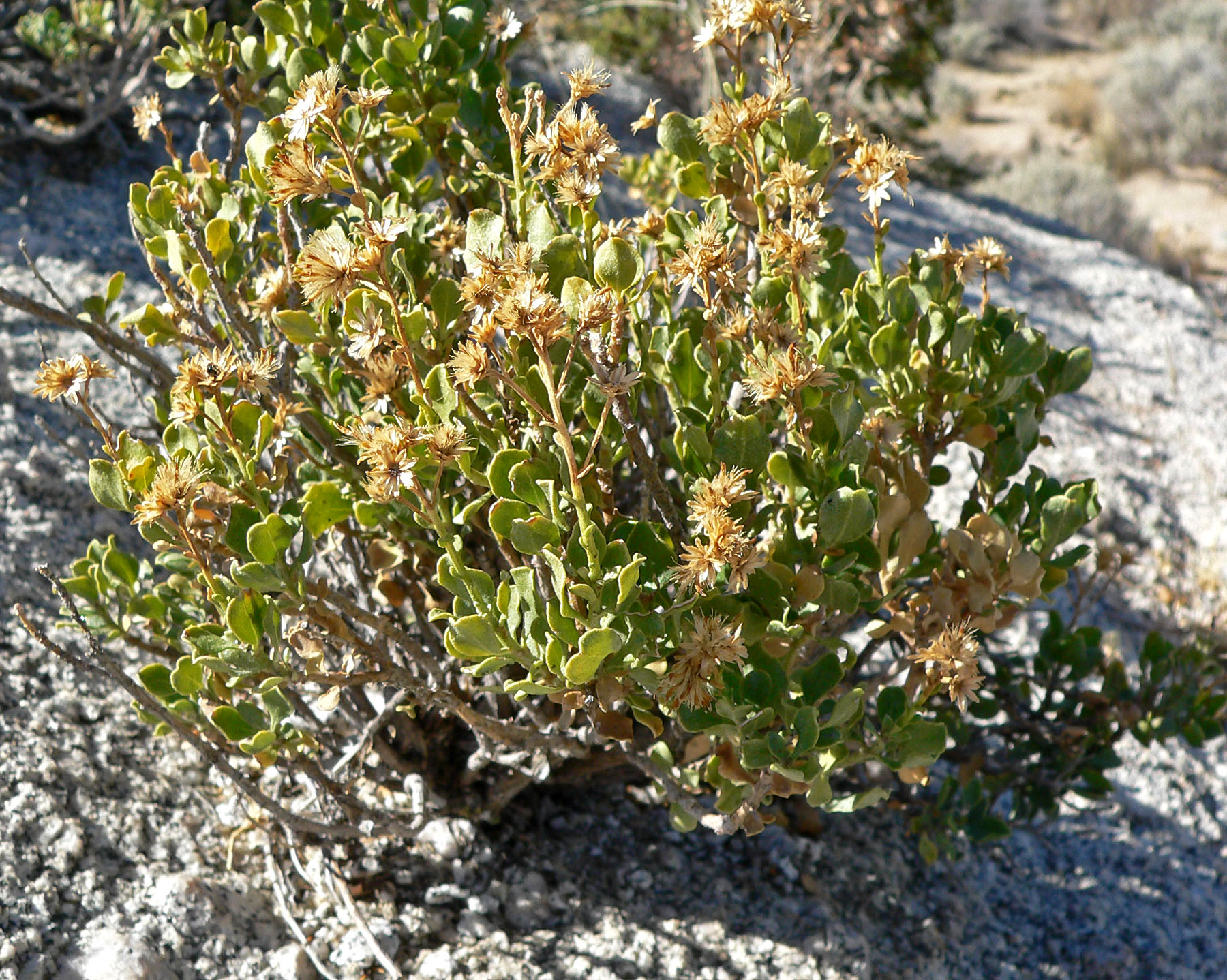

Ericameria cuneata là một loài thực vật có hoa trong họ Cúc. Loài này được (A.Gray) McClatchie mô tả khoa học đầu tiên năm 1894.